# Abbas Mohamad
Abbas Mohamad, född 15 juni 1998, är en svensk-irakisk fotbollsspelare (försvarare) som för närvarande (mars 2023) är klubblös.
Mohamad värvades till GAIS från Dalkurd i december 2022 men fick lämna klubben efter mindre än en månad utan att spela någon match efter att han upprepade gånger uttryckt stöd i sociala medier för den influeraren Andrew Tate.

## Karriär
Mohamads moderklubb är Borås Kings. Därefter spelade Mohamad ungdomsfotboll för IF Elfsborg och Kronängs IF innan han 2015 kom till Norrby IF. Mohamad debuterade i Division 1 Södra den 16 augusti 2015 i en 7–0-förlust mot Trelleborgs FF, där han blev inbytt i den 71:a minuten mot Briar Faraj. I mars 2016 skrev Mohamad på ett tvåårskontrakt med Norrby IF.
I augusti 2017 lånades Mohamad ut till division 2-klubben Dalstorps IF. I januari 2018 förlängde han sitt kontrakt i Norrby IF med tre år. I december 2019 förlängde Mohamad sitt kontrakt fram över säsongen 2022.

## Karriärstatistik
| Klubb              | Säsong             | Liga                       | Liga    | Liga | Svenska cupen | Svenska cupen | Totalt  | Totalt |
| Klubb              | Säsong             | Division                   | Matcher | Mål  | Matcher       | Mål           | Matcher | Mål    |
| ------------------ | ------------------ | -------------------------- | ------- | ---- | ------------- | ------------- | ------- | ------ |
| Norrby IF          | 2015               | Division 1 Södra           | 2       | 0    | 0             | 0             | 2       | 0      |
| Norrby IF          | 2016               | Division 1 Södra           | 1       | 0    | 0             | 0             | 1       | 0      |
| Norrby IF          | 2017               | Superettan                 | 1       | 0    | 0             | 0             | 1       | 0      |
| Norrby IF          | 2018               | Superettan                 | 11      | 1    | 1             | 0             | 12      | 1      |
| Norrby IF          | 2019               | Superettan                 | 22      | 2    | 3             | 0             | 25      | 2      |
| Norrby IF          | 2020               | Superettan                 | 14      | 0    | 1             | 0             | 15      | 0      |
| Norrby IF          | 2021               | Superettan                 | 20      | 0    | 0             | 0             | 20      | 0      |
| Norrby IF          | 2022               | Superettan                 | 6       | 0    | 3             | 0             | 9       | 0      |
| Norrby IF          | Totalt             | Totalt                     | 77      | 3    | 8             | 0             | 85      | 3      |
| Dalstorps IF (lån) | 2017               | Division 2 Västra Götaland | 8       | 0    | 0             | 0             | 8       | 0      |
| Vårgårda IK (lån)  | 2018               | Division 2 Norra Götaland  | 2       | 0    | 0             | 0             | 2       | 0      |
| Dalkurd FF         | 2022               | Superettan                 | 11      | 1    | 0             | 0             | 11      | 1      |
| Gais               | 2023               | Superettan                 | 0       | 0    | 0             | 0             | 0       | 0      |
| Totalt i karriären | Totalt i karriären | Totalt i karriären         | 98      | 4    | 8             | 0             | 106     | 4      |